# Nicolas Yunes
Nicolas Yunes (n. 17 iulie 1980) este un fizician argentinian, profesor la Universitatea Illinois-Urbana Champain, director-fondator al Centrului de studii avansate ale Universului la Universitatea Illinois, specializat în gravitație extremă, cosmologie, unde gravitaționale, obiecte compacte binare.

## Biografie
A absolvit Universitatea din Pennsylvania, iar doctoratul si l-a luat în cadrul LIGO, la Institutul Tehnologic din Massachussets cu o teza,  care dezbate undele gravitationale, ca mijloc de testare a gravitatiei cuantice si a Universului astrofizic. In anii 2008- 2010 a lucrat la Universitatea Princeton ca cercetator asociat. Din anul 2010 are o bursa Einstein la Massachusetts Institute of Technology.   Din anul 2011 este profesor la Universitatea din Montana, unde in anul 2019 a devenit profesor deplin. A infiintat aici Centrul de studii a gravitatiei extreme. Din punct de vedere stiintific a elaborat formalismul post- Einsteinian parametrizat de testare a teoriei relativitatii cu unde gravitationale.
In anul 2017 a fost preocupat de extragerea informatiei din Neutron star interior composition explorer ( NICER), instalat la bordul Statiunii Internationale Spatiale (ISS).A realizat, ca imbinarea datelor furnizate de NICER si LIGO Advanced permite testarea fizicii nucleare si a teoriei relativitatii.
Yunes a lucrat de asemenea pentru LISA ESA ( Laser Interferometer Space Antenna) a Agentiei spatiale Europene in vederea stabilirii gradului de testare a teoriei relativitatii cu unde gravitationale emise de obiecte binare. Una dintre cercetarile cele mai interesante a fost studiul unei binare coalescente alcatuite din doua gauri negre in ciocnire.
Scopul final al acestor cercetari a fost stabilirea faptului, daca teoria lui Einstein este inca valabila in conditii de gravitatie extrema.

## Publicatii
In anul 2020 a publicat in colaborare cu Clifford Will o carte populară despre unde gravitaționale și testarea teoriilor de gravitație.
În anul 2021 a publicat în colaborare cu M. Coleman Miller o carte despre unde gravitaționale și aplicațiile acesteia în fizica nucleară, cosmologie, astrofizică, și testele relativității generale .

## Premii si distinctii
- 2008 Premiul Universitatii Pennsilvania pentru teze de doctorat
- 2010 Bursa Einstein NASA
- 2013 Premiul Colegiului de Litere si stiinte a Universitatii Montana
- 2013 Premiul National Science Foundation

## Coautori
- Stephon Alexander
- Emanuel Berti